# John Birch Society

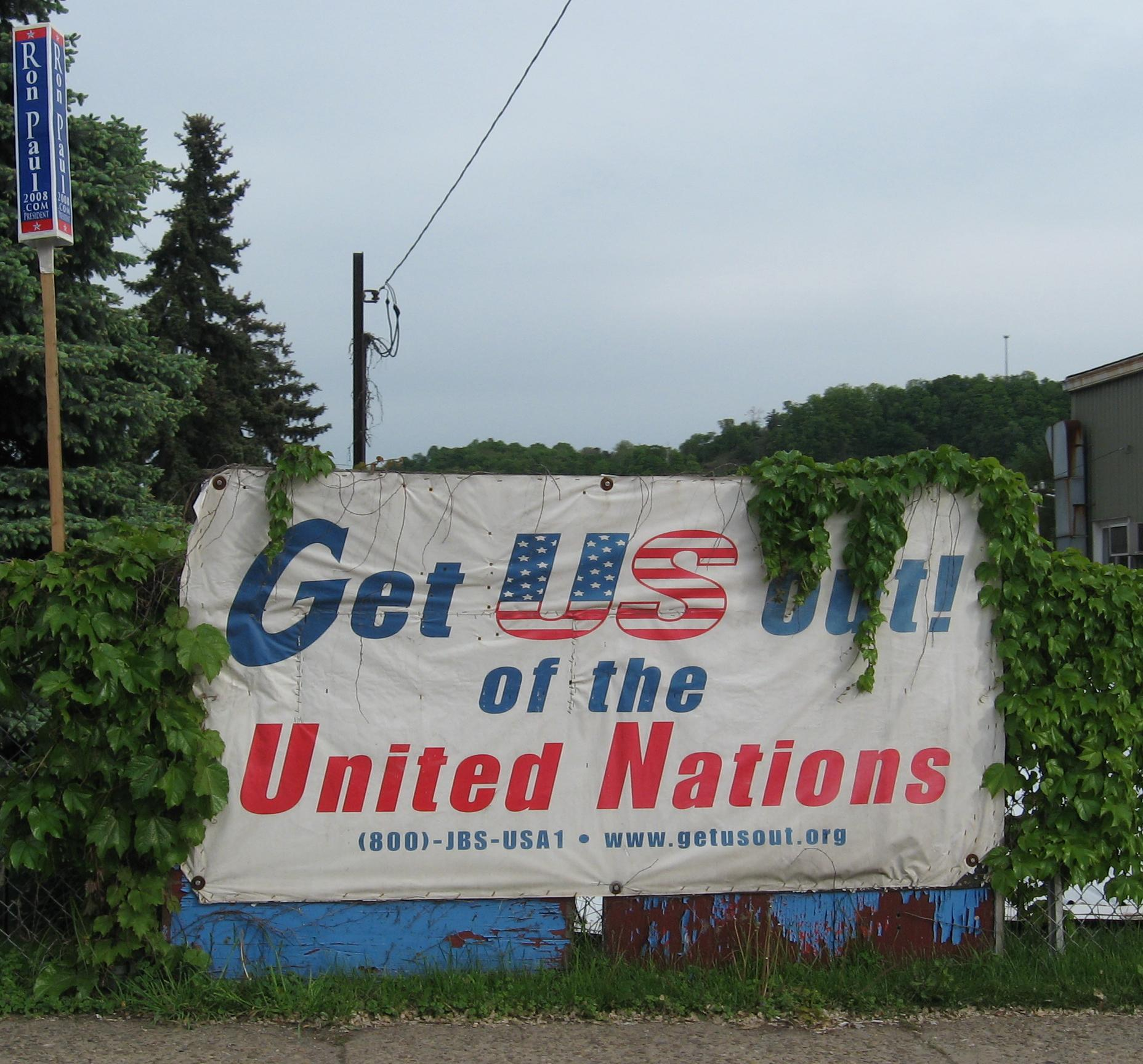
JBS-propagandabanner die de VS oproept uit de Verenigde Naties te treden.

De John Birch Society (JBS) is een Amerikaanse rechts-radicale groepering, opgericht in 1958 door zakenman-activist Robert W. Welch, Jr. (1899–1985) als een voornamelijk anticommunistische propaganda- en lobbyorganisatie. Als 'communistisch' beschouwen de 'birchers' van oudsher een uiteenlopende reeks van personen en organisaties, van president Dwight D. Eisenhower via de burgerrechtenbeweging (een complot vanuit Moskou om een 'negroïde sovjetrepubliek' te stichten) tot islamitisch terrorisme (dat eveneens aangestuurd heet te worden vanuit Moskou).
Het Southern Poverty Law Center schaart de John Birch Society onder de zogenaamde patriot groups, gedefinieerd als groepen die zich verzetten tegen een (vermeende) Nieuwe Wereldorde of anderszins extreme anti-overheidsstandpunten uitdragen.